# 斯維特洛沃茨克區

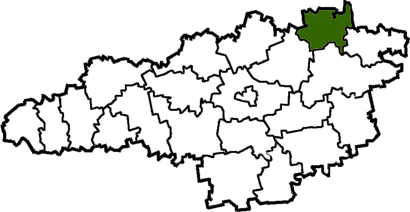
斯維特洛沃茨克區在基洛夫格勒州的位置

49°1′8″N 33°0′58″E / 49.01889°N 33.01611°E
斯維特洛沃茨克區（烏克蘭語：Світловодський район）是位於烏克蘭中部基洛夫格勒州的舊區，区府为斯维特洛沃茨克。2020年烏克蘭行政區劃改革以後被撤銷，併入亞歷山德里亞區。該區原面積1,219平方公里，2013年人口13,042人，人口密度每平方公里10.7人。

## 外部連結
- https://web.archive.org/web/20140221211635/http://www.srda.gov.ua/